# Nadia Eke
Nadia Eke (Accra, 11 gennaio 1993) è una triplista ghanese, campionessa africana a Durban 2016.

## Record nazionali
- Salto triplo: 14,33 m (+0,8 m/s) ( Kingston, 8 giugno 2019)
- Salto triplo indoor: 13,60 m ( New York, 14 gennaio 2017)

## Palmarès
| Anno | Manifestazione          | Sede        | Evento       | Risultato | Prestazione | Note |
| ---- | ----------------------- | ----------- | ------------ | --------- | ----------- | ---- |
| 2014 | Giochi del Commonwealth | Glasgow     | Salto triplo | 10ª       | 12,98 m     |      |
| 2014 | Campionati africani     | Marrakech   | Salto triplo | Argento   | 13,40 m     |      |
| 2015 | Giochi panafricani      | Brazzaville | Salto triplo | Bronzo    | 13,40 m     |      |
| 2016 | Campionati africani     | Durban      | Salto triplo | Oro       | 13,42 m     |      |
| 2017 | Mondiali                | Londra      | Salto triplo | 23ª (q)   | 13,54 m     |      |
| 2018 | Giochi del Commonwealth | Gold Coast  | Salto triplo | 10ª       | 13,05 m     |      |
| 2021 | Giochi olimpici         | Tokyo       | Salto triplo | nm (q)    | nm (q)      |      |

## Altre competizioni internazionali
2014
- 7ª in Coppa continentale ( Marrakech), salto triplo - 13,28 m